# Piotr Nowak (łucznik)
Piotr Nowak (ur. 20 marca 1991) – polski łucznik, wicemistrz Europy, dwukrotny mistrz Polski.
Zawodnik klubu ŁLKS Karima Prząsław. Startuje w konkurencji łuków klasycznych. Srebrny medalista mistrzostw Europy w 2012 roku w konkurencji par mieszanych (z Anną Szukalską).
Halowy mistrz Polski z 2012 roku indywidualnie i w mikście (z Wioletą Myszor). Wicemistrz Polski seniorów z 2011 roku.